# ファド・ダイエット

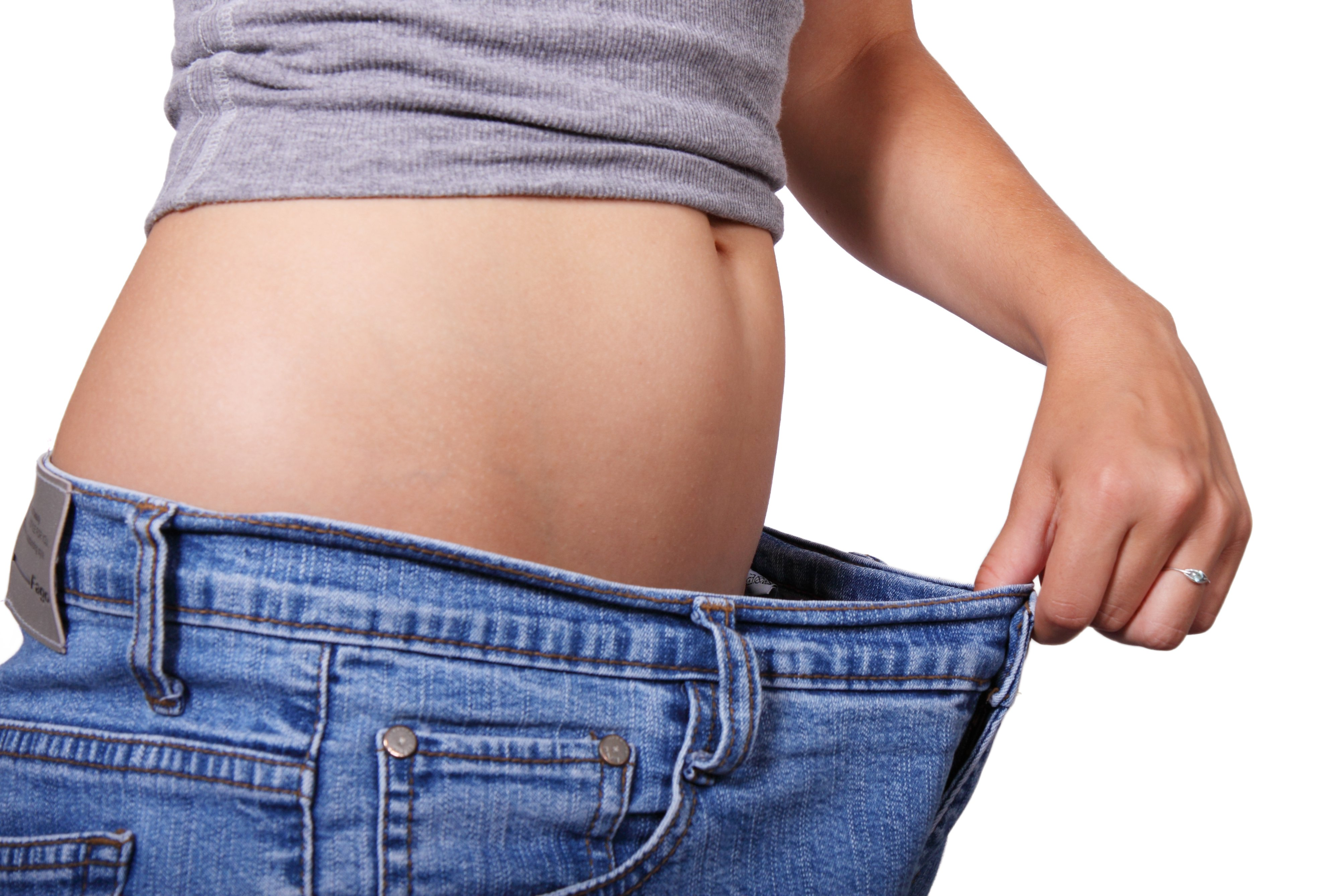
流行（fad）ダイエットは、劇的な減量を謳うことが多い一般的でない食事療法である。これらは通常、科学的根拠に基づいておらず、危険な食事指導を伴うこともある。

ファド・ダイエットとは、一時的に人気が出るものの、ファッションの流行（Fad）のように短期間で廃れるダイエット（食事療法）のことを指す。科学的で標準的な食事指導に基づいておらず、急激な減量や健康改善に関する根拠のない主張をすることがある。そのため、疑似科学的な食事療法の一種と見なされることが多い。流行のダイエットは通常、臨床研究によって裏付けられておらず、健康に関する推奨は専門家による査読を受けていないため、健康と病気について根拠のない主張をすることが多い。
ほとんど努力をせずに理想的な変化を得られると謳うため、持続的な健康効果を得るために必要な食事全体や生活習慣の見直しについて十分な知識のない消費者の関心を引く。これらの食事療法は、1週間に1kg以上の急激な減量、「デトックス」による健康改善、あるいは極端な食事制限や栄養バランスの崩れた食事によって栄養失調を引き起こしたり、綿などの食品ではないものを摂取させたりする危険な主張を伴うこともある。極端な制限を伴う流行の食事療法は避けるべきである。この療法は、斬新で魅力的な方法でカロリー摂取量を減らすかもしれないが、最悪の場合、持続不可能であったり、個人の健康状態に医学的に適していなかったり、危険なものになる場合がある。食事療法を始める前に、栄養士のアドバイスを受けることが推奨される。
流行の食事療法を宣伝するために、有名人による推薦が頻繁に使用されるが、その食事療法の考案者は関連商品の販売を通じて、多額の収益を得る可能性がある。根拠の有無に関わらず、流行の食事療法は非常に人気があり、毎年1500冊以上の関連書籍が出版され、アメリカではこの業界の市場規模が年間350億ドルに達している。アメリカ人の約14 - 15%が、短期間の減量のために流行の食事療法を利用したことがあると述べている。

## 概要
健康的なダイエットに関する競争的な市場は19世紀の先進国に誕生した。食料供給の移動と産業化と商品化が、伝統的な民族文化的な食生活を守ることを侵食し始め、快楽に基づく食生活の健康に対する影響が明らかになっていた:9。マット・フィッツフェラルドが述べたように、
この現代的な健康的な食生活のカルトは、絶えず優位を得ようと競い合っている無数のより小さなカルトで構成されています。...商業市場の消費者製品のように、これらの各ダイエットはブランド名を持ち、競合するブランドよりも優れていると宣伝されています。健康なダイエットの募集プログラムは、ほぼ完全に、彼らの食生活が最大の身体的健康のために食べる真の方法であることを将来のフォロワーに説得する努力から成り立っています...ある人が最も説得力があるように感じるような「科学」に支持されたしかけを持つ特定のカルトは、ふつう彼または彼女のもつアイデンティティ・バイアスに依存する:9–13。
現代のファド・ダイエットは1930年代に始まった これらの食事は一般的に制限的であり、速い体重減少。または大きな身体的健康:9の約束によって特徴付けられるが、健全な科学に根ざしていない:12。ファドダイエットの一つの特徴は、ダイエットの利点を得ようとするために、関連商品を購入し、セミナーに出席するために支払う必要があることである。
このような食事療法は、自身を教祖のようにふるまう有名人や医療専門家によって支持されることが多く、彼らはブランドの商品、書籍、講演の売上から利益を得ている:11–12。
これらのダイエットは体重をすばやく簡単に減らし、その体重を維持したいと思っている人々や、また、健康になって先進国で利用可能な悪い食事選択を避ける厳密なやり方を特徴とするグループに所属することを望む人々を引きつけた:11。
ファド・ダイエットは、偽科学（例えば、「魔法の脂肪燃焼」食品または生気論の概念）に完全に基づいているかもしれない。ほとんどのファド・ダイエットは、特定の方法を食べることの恩恵や、または別の方法で食べることの害についての、科学的検証に耐えない誇張された主張に基づいて説明されマーケティングされている:33,74, 80, 155。
ボストン大学医学部によると、体重を減らした人々の98％が5年以内にリバウンドする。多くの食事は、本人がダイエットの終了後に古い習慣に戻り、多くのダイエットが持続可能でなく、また特定の食物の制限が過食につながるため、持続的な減量をもたらすことができない。

## 主流の見解による食事アドバイス
健康的な食事はシンプルである。栄養学の主流派の見解を表現しているマリオン・ネスルによると:10

良いダイエットの基本原則は非常に単純で、10単語で要約することができます：より少なく食べる、より多く運動する、多くの果物や野菜を食べる。（英：eat less, move more, eat lots of fruits and vegetables）さらに5単語で明確にすると、ジャンクフードは控えめに。（英：go easy on junk foods.）これらの教訓に従えば、過度に食べ物に溢れた社会にいながら、あなたは冠状動脈性心疾患、特定の癌、糖尿病、脳卒中、骨粗しょう症などの主要な疾患を予防する方向に向かっていくでしょう。これらの教訓は、多くの保健機関や国内外の政府のより複雑な食事推奨事項などの要点であり、例えば、2005年の食事ガイドラインの41の「重要な推奨事項」もそうです。...あなたは栄養に関するアドバイスが絶えず変化しているように感じるかもしれませんが、私の4つの教訓の背後にある基本的な考え方は半世紀は変わっていません。そして、それは食べ物の楽しみを楽しむための十分な余地を残します:22。
2014年に最も普及している人気のあるダイエットをレビューしたデイビッド・カッツは次のように述べている。
証拠の重みは、健康的な食事のテーマを強く支持しており、そのテーマには多くのバリエーションがあります。植物を主にした、自然に近い最小限に加工された食品の食事は、健康促進と疾病予防に決定的に関連しており、一見大きく異なるダイエットのアプローチの顕著な要素と一致しています。ダイエットを通じて公衆の健康を促進する努力は、ホモ・サピエンスの最適な食物摂取に関する知識への欲求からではなく、誇張された混乱と、また我々がたしかに知っていることを日常のルーチンに落とし込むことに失敗したことから後手に回ってしまった。

### EBMに基づく食事指針
公的機関や学会などによって、科学的根拠に基づく医療（EBM）に沿った食事の指針が策定されている:1-2。
肥満者の減量には摂取エネルギー量を制限することが最も有効で確立された方法である:53。エネルギーの摂取と消費の出納バランスによって体重が変化するという考え方は体重管理の基本的事項とされている:51-54。
摂取エネルギー量が少ない場合にはタンパク質や他の栄養素の充足が難しくなるため、身体活動量の増加により消費エネルギー量を増やしたり:54、必須栄養素を欠かさないよう栄養バランスを工夫するなど対応が必要となる:53-56。
ファドダイエットによっては、体重増加を防ぐ効果も、疾患や病気を防ぐ効果も一切無いと主張されることがある。

## ファド・ダイエットの分類

### 炭水化物制限食
炭水化物制限は低糖質・中タンパク・高脂肪食の摂取を指針とする。
石器時代、狩猟採集生活を送っていた頃の人類が摂っていた食事。動物の肉・魚・卵・ナッツといった、タンパク質と脂肪が豊富なものを中心に食べ、炭水化物の摂取量は極めて少ない。農耕を開始し、穀物を食べ始めるようになるまで、人類はこのような食事を摂っていたと考えられている。制限するのは炭水化物のみであり、摂取カロリーは一切制限しない。
トランス脂肪酸は避ける。 
脂肪の摂取量が少なかったり、炭水化物の摂取量を増やすと、体調不良に陥る。

#### EBMに基づく指摘
炭水化物制限による減量効果を示した研究もあるが、これは炭水化物の摂取比率によるものではなく総エネルギー摂取量が減少したことが要因であると分析されている:38-39。
代謝性アシドーシスが一般的な合併症としてみられる。また、慢性腎臓病のリスクを高めることも示唆されている。有害な副作用を引き起こす可能性があるため、医療管理下での実施が推奨されている。

### ケトジェニック・ダイエット
ケトジェニック・ダイエットは極度の低糖質・低タンパク・極度の高脂肪な食事を指針とする。 
1920年代前半、メイヨー・クリニック(Mayo Clinic)の医師、ラッセル・ワイルダー(Russell Wilder)が開発した食事法。元々は癲癇を治療するために開発し、患者に処方した。「ケトン食」「ケトジェニック療法」とも呼ばれる。
砂糖、甘い果物全般、デンプンが豊富なもの全般を避け、各種ナッツ、生クリーム、バターの摂取を増やす。
栄養素の構成比率は、「脂肪(4)：タンパク質と炭水化物(1)」である。脂肪分が90%、タンパク質が6%で、炭水化物の摂取は可能な限り避ける。タンパク質の摂取量も制限する場合がある。トランス脂肪酸を避けるのは炭水化物制限食と同じ。
脂肪の摂取量が少なかったり、炭水化物の摂取量を増やすと、体調不良に陥る。

#### EBMに基づく指摘
短期的な軽度の副作用として一般的に嘔吐、吐き気、胃腸の不快感、疲労感、めまい、失神、エネルギーの低下、心拍の変化などがある。また、脂質プロファイルへの悪影響、骨密度の低下が指摘されている。最近のレビューではケトジェニック・ダイエットは急速な体重減少とHbA1cの改善がみられる一方でLDL-cを上昇させ、安全性、有効性、持続可能性から他の食事法に対して優位性がないとまとめられている。

### パレオ・ダイエット
パレオ・ダイエットは旧石器時代を生きていたころの人類が取っていた食事、動物の肉と脂肪を中心に食べることを指針とする。
1970年代、胃腸病専門医のウォルター・L・ヴォーグリン(Walter L. Voegtlin)が考案した食事法。「原始食」とも。「旧石器時代の食事に立ち返る」という理念に基づき、動物の肉、魚介類、鳥類、卵、脂肪、野菜、キノコ、昆虫、根菜、ナッツ類、果物、塩を食べる。 穀物、豆類、芋類、小麦粉、砂糖、乳製品、加工油（トランス脂肪酸を含む）は食べない。
この食事法を提唱した初期の頃のヴォーグリンは、牛乳を含めたすべての乳製品やマメ科の食べ物を食べることには反対していなかった。1975年に出版した著書『The Stone Age Diet』の付録では、肉、卵、魚、調理した収穫物、野菜、サヤインゲン、チーズ、サワークリームで構成された低糖質料理を奨めている。
農耕や牧畜に頼らず、原始的な食生活に近い形の生活習慣を送るのが前提となる。炭水化物制限食に似ているが、食べられないものも多く、慣れない者にとってはストレスに晒され、弊害を招く恐れがある。
なお、現代の果物については何度となく品種改良が重ねられたことで、野生の果物に比べて果糖の含有量がより増しており、食べれば食べるほど太りやすくなっている点に注意する必要がある。

#### EBMに基づく指摘
この食事法の初期に起きる体重減少は低炭水化物摂取によって体内の水分を失うことによって起きる。
全粒穀物、豆類、乳製品などの特定の食品グループを排除するため、栄養のバランスが取れないことが懸念され、微量栄養素の欠乏は有害な結果をもたらす可能性がある。
この食事法ではカルシウムの摂取が不十分であることも指摘されている。
長期的な実施が困難であることからデータが不足しており、心血管疾患に対する有効性は確立されていない。

### 地中海食
地中海食は1950年代にアンセル・キースによって提唱されたもので、地中海地域に住む人々の食事を模倣することで健康効果を期待するもの。エネルギーの摂取比率は炭水化物50～55%、タンパク質15～20%、脂質30%とし、食品としては全粒穀物、豆類、果物、野菜、オリーブオイル、魚、ナッツを選択する。脂質が多いが、そのほとんどは不飽和脂肪酸で占められる。

#### EBMに基づく指摘
地中海食のエネルギー摂取比率は公的機関の食事指針の示すものに近く、一例として日本人の食事摂取基準では炭水化物50～65%、タンパク質15～20%、脂質20～30%である。脂質30%は上限と等しいが、飽和脂肪酸の摂取が少ないこともガイドラインの推奨と一致する:130,154-155。副作用のエビデンスはなく、多くの慢性疾患の予防および治療が期待される。微量栄養素の欠乏を予防する効果もある。

### ベジタリアン食
ベジタリアン食は肉および肉製品、魚介類、鶏肉、場合によっては卵、乳製品、はちみつなど他の動物性食品を摂取しないことを食事指針とするもの。宗教的信念、倫理的動機、文化的側面、健康上の利益を期待してなど様々な理由で選択される。

#### EBMに基づく指摘
一般にベジタリアンは健康志向が高く、一般集団よりBMIが低い。また、心臓病や癌の発生率が低いことが観察されている。これは赤身肉、鶏肉、飽和脂肪酸、コレステロールなどの健康リスクを高める食事成分が排除されることが理由である可能性がある。また、食物繊維の摂取が多いことがプラスに働いている可能性もある。
献立によっては微量栄養素の摂取量が不十分になる可能性がある。また、一般に乳製品の摂取の不足によってカルシウムが不足することが指摘されている。微量栄養素が不足しないよう注意深く計画する必要がある。

### 断続的断食
断続的断食はいくつかの種類があるが、普通の食事の間に一定期間の断食を置く手法。1日おきに交互に断食と普通の食事をとる隔日断食、2日の断食と5日の普通の食事を繰り返す5:2ダイエット、1日に食事を取るタイミングを8時間のうちに収めて残りの16時間を断食とする16時間断食などの手法がある。

#### EBMに基づく指摘
いくつかの研究では減量の有効性が示されているが、決定的なエビデンスではない。既存の研究では体重減少に焦点が当てられているが、持続性と長期間の健康影響についてはわずかな知見しかない。明確な結論を得るためにはより長期の試験が必要であることが指摘されている。

### デトックス食
デトックス食は毒素の除去、健康増進、体重管理を謳う食品で、多くは液体ベースのものである。

#### EBMに基づく指摘
人体の毒素は肝臓と腎臓によって除去されるため、デトックス療法は人間の生理学の一般原則に反している。十分な研究がないためデトックス療法の有効性を確認または否定するエビデンスはないが、健康リスクが生じる可能性が高いことから推奨されない。浄化を謳う添加物による健康被害も懸念される。

## 歴史

### 19世紀
1825年、フランスの法律家で美食家、ジャン・アンテルム・ブリア＝サヴァラン(Jean Anthelme Brillat-Savarin)は、著書『Physiologie du gout』（『味覚の生理学』）の中で、「ヒトにおいても、動物においても、脂肪が蓄積するのは小麦粉やデンプンを食べるのが原因であることは証明済みである」「デンプンは、砂糖と組み合わせることにより、より迅速に、より確実にその効果が発揮される」（「La fécule produit plus vite et plus sûrement son effet quand elle est unie au sucre」）と書いた。ブリア＝サヴァランは、肥満の治療法として「炭水化物を制限する食事」を説いた最初の人物と見なされることがある。
リチャード・ヘンリー・デイナ・ジュニア(Richard Henry Dana Jr.)は、1840年の時点で「我々は1日に3回、新鮮な牛肉のステーキだけを食べていた。病気とは無縁の健康状態を維持できた」と帆船での生活について書き残している。
1844年、フランスの退役軍医、ジャン＝フランソワ・ダンセル(Jean-François Dançel)は、フランス科学協会にて、肥満の治療法を発表した。彼は「化学者は、実験として鳩にバターだけを食べさせ続けたところ、実験の終わりに、鳩は痩せ細った状態で死んだ」「バターを食べても、身体に脂肪は増えない」「肥満患者が肉だけを食べ、それ以外の食べ物の摂取はごく少量にのみにすれば、一人の例外も無く肥満を治癒できる」と主張した。ダンセルによる肥満治療の理論は1864年に英語に翻訳され、その題名は『Obesity, or Excessive Corpulence: The Various Causes and the Rational Means of Cure』（『肥満、あるいは過剰な脂肪蓄積：さまざまな原因と妥当な治療法』）であった。
1856年、クロード・ベルナールは、パリで糖尿病についての講演を行っていた。当時、ウィリアム・ハーヴィーは、ベルナールによる講演を聴いていた。ベルナールは肝臓の機能について、肝臓がブドウ糖を産生して分泌することや、糖尿病患者の血中ではブドウ糖の濃度が異常に上昇している趣旨を説明した。また、ベルナールは「ブリア＝サヴァランの著書を読み、肥満の治療法を発見した」と述べた。
ベルナールの講演を聴いたハーヴィーは、糖やデンプンを含まない動物性食品による食事を取ると、糖尿病患者の尿中への糖の排泄が抑制される事実に考えを巡らせ、これが体重を減らす食事法としても機能するかもしれない、と考えた。ハーヴィーは、「糖やデンプンを含む食べ物は動物を太らせるために使われる。糖尿病になると身体から脂肪が急速に減っていくことが分かる。肥満の進行の仕方はさまざまであれ、その原因は糖尿病に行き着く点に思い当たった。もしも動物性食品が糖尿病に対して有効であるなら、動物性食品および糖やデンプンを含まない植物性食品との組み合わせが、過剰な量の脂肪の生成を抑制するのに役立つ可能性がある」と記述した。その後、ウィリアム・バンティングはハーヴィーから炭水化物を制限する食事法を教わり、体重が減り、身体の不調も回復した。
1863年、ウィリアム・バンティングは、自身が減量に成功した食事法や、減量にあたって試しては失敗を続けてきた方法についてまとめた『Letter on Corpulence, Addressed to the Public』（『市民に宛てた、肥満についての書簡』）を出版した。バンティングはこの書簡の中で、「減量に対して何の効果も無い方法」の1つとして「食べる量を減らして運動量を増やす」を挙げている。バンティング自身、テムズ川でボートを漕ぐだけでなく、水泳やウォーキングにも励み、食べる量を極端に減らす「飢餓食」(Starvation Diets)も試したが、体重は減らず、体力はどんどん低下していった。バンティングを減量へと導いたのは、食べる量を減らしたことでもなければ、運動量を増やしたことでもなく、「炭水化物を制限する食事法」であるとした。
イングランドの医師、トマス・ホークス・タナー(Thomas Hawkes Tanner, 1824～1871)は、「『炭水化物を断つこと』こそが、減量を成功させる唯一の方法である」と確信していた。肥満治療について、「減食」と「身体活動」（「運動」）を、「ridiculous」（「何の価値も無い」）と切り捨てた。
1866年、ベルリンで開催された内科学会にて、「人気のある食事療法」に関する討論会が開かれた。その際、ウィリアム・バンティングが実践した方法が、肥満患者を確実に減らせる3種類の食事法の1つとして取り上げられた。他の2種類はドイツ人の医師が開発したもので、方法は微妙に異なるが、いずれの食事法にも共通するのは以下の2つであった。
「肉は無制限に食べてかまわない」
「デンプン質が豊富なものは完全に禁止とする
ロシアの作家、レフ・トルストイ(Лев Толстой)は、1870年代に発表した小説『アンナ・カレーニナ』(Анна Каренина)にて、肥満を防ぐにあたり、アレクシイ・ヴロンスキー伯爵に牛肉のステーキを食べさせ、炭水化物が多いものを避けさせた。

### 20世紀
『The Principles and Practice of Medicine』の1901年度版にて、ウィリアム・オスラー(William Osler)は、肥満体の女性に対して「食べ物を食べ過ぎないこと。とくに、デンプン質が豊富な食べ物と砂糖を減らすように」と述べている。
1907年、『A Textbook of the Practice of Medicine』にて、ジェームズ・フレンチ(James French)は、「肥満体における過剰な脂肪について、その一部は食べ物に含まれていた脂肪でできているが、その大部分は炭水化物を食べたのが原因で蓄積する」と述べている。
1907年、ドイツ人の内科医カール・フォン・ノールデン(Carl von Noorden)は英語で発表した『Metabolism and Practical Medicine』（『代謝と実践医療』）の第3章『Obesity』（『肥満』）の中で、
「The ingestion of a quantity of food greater than that required by the body leads to an accumulation of fat, and to obesity should the disproportion continued over a considerable period.」（「身体が必要としている以上の量の食べ物を摂取することが脂肪の蓄積をもたらし、その不均衡が長期に亘って続くと、肥満になるはずである」）
と記述し、エネルギーの摂取と消費の不均衡と肥満との関連について言及した。エネルギーの摂取と消費の出納バランスによって体重が変化するという考え方は、現在でも広く体重管理に用いられている。
1919年ごろより、ニューヨークで心臓病専門医をやっていたブレイク・F・ドナルドソン(Blake F. Donaldson)は、「肥満体の心臓病患者」に対し、「ほぼ肉だけで構成された食事」を処方した。1日3回の食事で、1日の摂取カロリーは少なくとも3,000 kcalはあった。ドナルドソンもまた、「食べる量を減らして運動量を増やす」を行っても体重は全く減らないことに気付いていた。脂肪の総摂取量は1日の摂取カロリーのうちの75 - 80%であり、2ポンド (907 g)の脂肪が付いた牛肉を食べるよう患者に指導した。脂肪の摂取量がこれより少なかったり、食事を抜いたりすると、患者の体重減少速度は低下したという。ドナルドソンによれば、40年後に引退するまでに、17,000人の肥満患者にこの食事を処方したという。ドナルドソンは自然史博物館を訪れ、そこに常駐していた人類学者に「先史時代の我々の祖先たちはどんなものを食べていたのか？」と尋ねたところ、人類学者は「我々の祖先は脂肪が非常に多い肉を食べていた」と答えたという。ドナルドソンは、「いかなる減量食であれ、脂肪がとても多い肉こそが不可欠である」と判断し、この食事を肥満患者に処方していた。ドナルドソンの患者たちは、空腹感に悩まされることなく週に2 - 3ポンドずつ体重を減らせたという。体重を減らせなかったのは「パン中毒の患者」であったという。ドナルドソンは1961年に出版した著書『Strong Medicine』（『効き目の強い薬』）にて、「医者が糖尿病についてどれだけ知っているか、というのはどうでもいい話だ。体重を減らし、その減った体重を維持するにはどうすればいいかを知らないのであれば、その人物は医者失格である。身体が太りやすく、体重増加を抑制する方法について自ら学んだ医師であれば、問題の深刻さをより理解しているようだ」と述べている。ドナルドソンは、北極で暮らすエスキモーたちと一緒に暮らした経験のある探検家、ヴィルヒャムル・ステファンソン (Vilhjálmur Stefánsson)の友人であり、ステファンソンによる食事も参考にした。
デュポン社のアルフレッド・W・ペニントンはドナルドソンの講演を聴き、この食事法を自分で試してから、デュポン社の肥満体の従業員に処方し始めた。ペニントンは、「肥満とは、脂肪からエネルギーを生成する能力が損なわれている状態であり、肥満患者は絶えず空腹に襲われる」「肥満になったあとに食欲が増進するのであってその結果ではない」（「沢山食べるから肥満になる」わけではない）と報告している。ペニントンは「炭水化物のみを制限し、タンパク質と脂肪で構成され、カロリーを一切制限しない食事は、肥満を治療できるように思われる」「ケトン体の生成 (Ketogenesis)は、体が脂肪を利用する機会を増やすための重要な要素のように思われる」「この食事法は、カロリーを制限した食事を摂っていると遭遇するであろう代謝の低下を回避できるように思われる」「脂肪の摂取量を制限する必要は一切無い」「肥満を治療する食事を用意する際にはタンパク質に重点が置かれることが多いが、重要なエネルギー源として脂肪に重点を置く必要があるようだ」と報告している。
1925年、ロンドンにある聖トマス病院医科大学のH. ガーディナー・ヒル(H. Gardiner-Hill)は、炭水化物を制限する食事法を奨めており、医学雑誌『ランセット』（『The Lancet』）の中で「どのようなパンであれ、45～65％の炭水化物を含んでおり、食パンに至っては最大で60％に達する可能性があり、これらは廃棄されねばならない」と述べている。
北極に住むエスキモーたちと暮らしたヴィルヒャムル・ステファンソン(Vilhjálmur Stefánsson)は、脂肪が多い肉と魚を食べ続け、野菜や果物は食べなかった。1928年に実施された一年間の肉食実験では、炭水化物を食べず、肉だけを食べ続けた。タンパク質の摂取量が多過ぎると体調不良に陥り、脂肪の摂取量を増やすと体調は回復した。脂肪が多い肉を食べ続けたところ、「バランスの取れた食事」を取っていたときよりも健康体となった。
1936年、デンマークの医師ペール・ハンセン(Per Hansenn)は、「『制限すべきは炭水化物だけであり、身体に脂肪を蓄積させる作用が無いタンパク質と脂肪を、空腹を感じたらいつでも食べて構わない』という点が、この食事法の有利な点である」と述べた。
第2次世界大戦終盤、アメリカ海軍が太平洋を西に向かっていたころ、『U.S. Force's Guide』の中で、
「ニューギニアの北東にある群島、カロリン諸島では胴回りの管理に苦労するかもしれない」
「現地人の食べている基本的な食物は、パンノキの実、タロイモ、ヤマノイモ、サツマイモ、クズウコン・・・デンプン質が豊富なものであるため」
と、兵士たちに警告している。
1946年に初版が出版されたベンジャミン・M・スポック(Benjamin M. Spock)による子育てについて記した著書『Baby and Child Care』にて「体重の増減がどれほどになるかは、デンプン質の食べ物をどれぐらい摂取するかで決まる」と記述されている。この文章はその後の50年間、全ての版で使われ続けた。
1950年代、クイーン・エリザベス大学の栄養学教授、ジョン・ユドキン(John Yudkin)は、「炭水化物を制限すれば体重の制御が可能である」ことを、多くの肥満患者に教示した。
1950年代、ミシガン州立大学栄養学部主任マーガレット・オールソン(Margaret Ohlson)は、過体重の学生に従来型の飢餓食（※極度のカロリー制限食）を与えた。彼らの体重はほとんど減らないばかりか、
「すっかり活気が失せ、空腹であることを常に意識し続け、やる気が無くなっている」
と報告した。一方、タンパク質と脂肪を大量に含む食事を摂らせると、平均で週に3ポンド（約1.4kg）減量し、
「食間の空腹感に悩まされることはなく、気分の良さと満足感に包まれた」
と報告した。この食事法を実践した者は、いずれも特別な努力をすることなく体重を減らし、空腹感に悩まされることもなかった。
1950年6月、雑誌『ホリデイ』(Holiday)は、アルフレッド・W・ペニントンが発表した食事法について、「Believe it or not diet development」（「信じがたいような食事法の開発」）、「An eat-all-you-want reducing diet」（「食べたいだけ食べて体重を減らす食事法」）と呼んだ。1952年、ハーヴァード大学栄養学部が主催した肥満についての討論会にペニントンは出席し、その食事法について発表した。討論会の議長を務めたマーク・ヘグステッド(Mark Hegsted)は、「この場にいる人々の多くは、ペニントン博士が発表した食事法が、肥満を治療するにあたり、間違いなく正しいやり方である、と感じている」と述べ、そのうえで「この食事法が高確率で好結果をもたらす点は印象的である。より大規模で、より公平な比較試験が必要だ」「カロリーを制限すること以外の肥満の治療手段については、考え付くあらゆる方法による研究が必要だ」と結論付けた。イギリスの内分泌学者、レイモンド・グリーン(Raymond Greene)は、「炭水化物を排除する代わりにタンパク質と脂肪をたっぷり摂取するペニントンの食事法は素晴らしい効果を発揮し、炭水化物・タンパク質・脂肪全体の摂取量を減らす食事よりも食べる量を増やせる・・・食事内容は単調である必要は無くなり、患者の多くはこの食事法を気に入ることになる」と述べた。1953年7月、ペニントンは論文『Treatment of OBESITY with Calorically UNRESTRICTED DIETS』（『カロリー無制限の食事による肥満治療』）を発表し、「炭水化物のみを制限し、タンパク質と脂肪で構成され、カロリーを制限しない食事で肥満の治療が可能になる」「この食事法による肥満治療は、カロリー制限食で遭遇する代謝の低下を回避できる」と書いている。この論文は、『アメリカ臨床栄養学会誌』(The American Journal of Clinical Nutrition)に掲載された。
カンザス州の医師、ジョージ・L・トープ(George L. Thorpe)は、1957年に開催されたアメリカ医師会の年次総会に出席し、「準飢餓状態を要求する食事(semi-starvation diets)では脂肪が減少するどころか、身体全体で消耗と衰弱が起こり、慢性的な栄養失調が続き、必然的に失敗に終わるであろう」と非難した。ペニントンによる食事法を試したトープは、自分の患者たちにこれを処方し始めた。トープによれば、「少量の野菜を含んでいても、月に6-8ポンドの体重減少が見られた」という。トープは「複数の情報源による証拠に基づき、減量を成功させるにあたって高タンパク・高脂肪・低糖質の食事を採用するのは十分な理由となる」と結論付けた。1957年にトープが発表した論文では、肥満患者の治療法について「準備が極めて簡単で、大抵は容易に達成可能な高タンパク・高脂肪・低糖質な食事法である。空腹感・脱力感・倦怠感・便秘を伴うことなく、他の何よりも迅速に体重を減らせる食事であり、それは肉、脂肪、水で構成される。『どれぐらいの量を食べたか』については記録する必要は無い。『脂肪：1』に対して、『赤身：3』の比率を維持し、患者は約170gの赤身肉と57gの脂肪を1日に3回摂取する。ブラックコーヒー、茶、水は無制限に飲んで構わない。塩分の摂取量は減らさない。患者が味気無さを訴えた場合は、食事に変化を持たせる意味で、特定の果物と野菜を付け足す。肥満患者は蔑ろに扱われてはならない」と書いている。
レイモンド・グリーンは、1951年に出版した『The Practice of Endocrinology』（『内分泌学の実践』）にて、以下のように記述した。
避けるべきもの
1. パン、および小麦粉で作ったものすべて
2. シリアル（朝食用と牛乳プリンを含む）
3. ジャガイモと白い根菜類
4. 砂糖を多く含むもの
5. すべての甘いお菓子

以下の食べ物は食べたいだけ食べてよい
1. 肉・魚・鳥
2. すべての緑色野菜
3. 卵（乾燥したもの、生のもの）
4. チーズ
5. バナナとブドウを除く、無糖の、あるいはサッカリンで甘くした果物

1956年、アラン・ケクウィック(Alan Kekwick)とガストン・パワン (Gaston Pawan)の2人は、ロンドンにあるミドルセックス病院(The Middlesex Hospital)にて、太り過ぎの患者を以下の3つの食事グループにそれぞれ割り当て、身体がどのような変化を示すのかを確かめる実験を行った。
1. 摂取カロリーの90%を炭水化物から摂る
2. 摂取カロリーの90%をタンパク質から摂る
3. 摂取カロリーの90%を脂肪から摂る

1日の摂取カロリーは、3つとも「1000kcal」に揃えた。それぞれの食事に割り当てられた被験者の体重は以下のように変動した。
1. の食事を摂ったグループ・・・体重が1日に0.24ポンド（約0.1kg）増加した
2. の食事を摂ったグループ・・・体重が1日に0.6ポンド（約0.28kg）減少した
3. の食事を摂ったグループ・・・体重が1日に0.9ポンド（約0.41kg）減少した

炭水化物が少なく、脂肪の摂取量が多い食事を摂ったグループが最も大きく体重を減らす結果となった。さらに、1日の摂取カロリーを「2600kcal」に調節した低糖質・高脂肪食を摂らせたところ、体重は大幅に減少した。
リチャード・マッカーネス(Richard Mackarness)は、1958年に出版した著書『Eat Fat and Grow Slim』（『脂肪を食べて細身になろう』）にて、「体重が増える原因は炭水化物の摂取にある」と明言し、「肉、魚、脂肪は食べたいだけ食べてよい」とし、穀物と砂糖を避けるよう主張した。
日本肥満学会 診療ガイドラインでは1960年代に「全飢餓療法」や「少量蛋白摂取療法」が試みられたが、後にいずれも筋肉組織の減少がみられ危険であると判断されたと指摘している:54。
ヘルマン・ターラー(Herman Taller)は、1961年に出版した著書『Calories Don't Count』（『カロリーは気にするな』）にて「カロリーが同じであれば、どの栄養素も体内で同じ作用を示す、などということはありえない」「炭水化物が少なく脂肪が多い食事は体重を減らす」「炭水化物は身体に問題を惹き起こす」「炭水化物の摂取に敏感な人の体内ではインスリンが分泌され、脂肪が生成される」と述べ、肥満を防ぐために炭水化物を避けるよう主張している。ターラーがこの本を執筆する契機となったのは、アルフレッド・W・ペニントンがデュポン社の従業員に処方した食事法を知ったことにある。
1963年、サー・スタンリー・デイヴィッドソン(Sir Stanley Davidson)と、レジナルド・パスモア(Reginald Passmore)の2人は、『Human Nutrition and Diabetes』を出版した。この本では、
「人気のある『痩せる方法』は、いずれも炭水化物の摂取を制限するものである」
「炭水化物の多いものを食べ過ぎることこそが、肥満の最大の原因であり、その摂取は徹底的に減らすべきである」
と記述されている。同年、パスモアは、イギリスで出版されている栄養学の雑誌『British Journal of Nutrition』にて、以下の宣言で始まる論文の共著者にもなっている。
「全ての女性は、炭水化物の摂取が身体に脂肪を蓄積させることを知っている。これは1つの常識であり、このことに異議を唱える栄養学者は存在しないであろう」
イェール大学の生化学者、ロバート・ケンプ(Robert Kemp)は、肥満患者に炭水化物が少ない食事を処方し、肥満を治療した趣旨を述べた。1963年、ケンプは医学雑誌『Practitioner』にて論文を発表し、『Carbohydrate Addiction』（「炭水化物中毒、炭水化物依存症」）という用語を提唱した
1965年から1966年にかけて断食を382日間続け、456ポンド（約207㎏）あった体重を180ポンド（約82㎏）まで減らし、最終的に276ポンド（約125㎏）の減量に成功したスコットランド人、アンガス・バルビエーリ(Angus Barbieri)がいる。バルビエーリは一切の固形物を摂取することなく、液体（水、茶、ブラックコーヒー）を中心にビタミンとミネラルのみで生活することで、自分で肥満を治療した。バルビエーリが行った断食は、1971年版のギネスブックにも登録されている。
オーストリアの医師、ヴォルフガング・ルッツ(Wolfgang Lutz, 1913-2010)は、1967年に『Leben ohne Brot』（『パンの無い暮らし』）を出版し、「炭水化物の摂取を減らすことこそが、脂肪を燃焼させる唯一の方法である」「この食事法により、肥満、糖尿病、心臓病、癌を予防できる」「狩猟採集生活者として暮らしてきた人類は動物の肉を長きに亘って食べてきた」「食べ物に含まれる脂肪は、ほとんどの慢性疾患とは何の関係も無い」と断言している（ルッツは炭水化物の1日の摂取上限を「72gまで」と定めた）。ルッツによれば、40年間で10,000人を超える患者を診察し、クローン病、潰瘍性大腸炎、胃疾患、痛風、メタボリック症候群、癲癇、多発性硬化症・・・この食事法を処方することでこれらの慢性疾患を治療したという。ルッツは「炭水化物が少なく、タンパク質と脂肪が豊富な食事こそが、人間の身体に最も適応した食事であり、炭水化物が多く、脂肪が少ないものは人間の食事ではない」と書いた。2000年7月、ルッツはクリスチャン・アラン(Christian Allan)の助けを得て、この本の英語版『Life Without Bread』を出版した。
1970年、これまでの砂糖の摂取と心血管疾患の関連を示す研究の不備を示す形で、心血管疾患の明確な危険因子である喫煙が砂糖の摂取と関連することが示された。このことから、心血管疾患リスクは砂糖の摂取ではなく喫煙によって説明されることが示された。1971年にこれらの研究結果を受けて、ミネソタ大学の生理学者、アンセル・キース(Ancel Keys)は「スクロース（砂糖）が心血管疾患における危険因子であるという説は、臨床的、疫学的、理論的、実験的エビデンスによる裏付けがない」と批判した。
1972年、ロバート・アトキンスは『Dr. Atkins' Diet Revolution』（邦題:『アトキンス博士のローカーボ（低炭水化物）ダイエット』）を出版し、その数年後に補完代替医療センターを開設した。
イギリスの生理学者・栄養学者、ジョン・ユドキン(John Yudkin)は、1972年に出版した著書『Pure, White and Deadly』の中で、「肥満や心臓病を惹き起こす犯人は砂糖であり、食べ物に含まれる脂肪分は、これらの病気とは何の関係も無い」と断じている。また、ユドキンは、「砂糖・小麦粉、その他炭水化物の含有量が多いもの全般を禁止する代わりに、肉・魚・卵・緑色野菜は自由に食べてよい」と主張している。
1973年10月にオールソンの教え子でコーネル大学の臨床学教授シャーロット・ヤング(Charlotte Young)は、アメリカ国立衛生研究所で開催された会議にて、食事療法に関する講演を行った。医者が肥満について重点的に話し合う会議を定期的に開くようになった1960年代の半ばまでには、食事療法に関する講演が必ず行われており、それらの講演の内容はいずれも「炭水化物を制限する食事法について」であった。これらの会議のうち、5回は、1967年～1974年にかけて、アメリカ合衆国と、欧州各国で開催された。ヤングは、アルフレッド・ペニントンがデュポン社で実践した炭水化物を制限する食事法を研究し、自身の師匠であるオールソンの業績について、この会議で発表した。ヤングは「体重および体脂肪の減少、その割合は、食事に含まれる炭水化物の量と逆相関しているように見える」「炭水化物の摂取量を減らし、脂肪の摂取量を増やすと、体重も体脂肪も大幅に減った」と報告した。炭水化物を制限する食事法について、ヤングは
「空腹感からの解放、異常な疲労感の緩和、満足のいく減量、長期にわたる減量とその後の体重制御への順当さに対する評価において、いずれもすばらしい臨床的成果を見せた」
と述べた。

### 21世紀
サイエンス・ジャーナリストのゲアリー・タウブス(Gary Taubes)は、
「体重を減らしたいのなら、炭水化物を食事から排除すれば成功する。これを守らなければ、減量は必ず失敗に終わる」
「炭水化物ではなく、タンパク質と脂肪の摂取を減らした場合、常に空腹感が付きまとい、その空腹が減量を失敗に導くであろう」
「炭水化物は人間の食事には必要ない。『必須炭水化物』なるものは存在しない」
と明言している。
2010年のタウブスによる著書 Why We Get Fatでは運動は動物を肥満にさせることはあっても痩せさせることは無かったと記述されている。
肥満や糖尿病に悩む人に向けられたウェブサイト『ダイエット・ドクター』（『Diet Doctor』）の創設者であり、その最高経営責任者でもあるスウェーデンの医師アンドゥリーアス・イーエンフェルト(Andreas Eenfeldt)は、
「ヒトを病気にさせるのは動物性脂肪ではなく、炭水化物である」「今まで言われ続けてきた、『脂肪の摂取を減らしたり、低脂肪な食事をするように』という『伝統的な食事法』は、何の役にも立たないが、炭水化物が少ない食事は肥満患者や糖尿病患者の健康を改善できるだろう」と確信しており、「低脂肪の食事は、長期的に見ても『体重の減少に効果がある』との証明はされておらず、食事のあり方を変えるべきである」との立場を明確にしている。2008年にスウェーデンの保険福祉庁とアメリカ糖尿病協会が「炭水化物を制限する食事法は肥満や糖尿病治療に役立つ可能性がある」という評価をくだすも、ある5人のダイエットの専門家がそれを認めなかった。イーエンフェルトはこれに対して大いに疑問視した。2009年、イーエンフェルトは、スウェーデンの医療雑誌『Dagens Medicin』に、スウェーデン食糧庁による「動物性脂肪を避けるように」との警告には何の根拠も無いこと、国が推奨している現在の食事内容をただちに変えるべきであるという内容の記事を、12人の著者とともに共同で寄稿した。
2011年、イーエンフェルトは著書『Low Carb, High Fat Food Revolution: Advice and Recipes to Improve Your Health and Reduce Your Weight』を出版し、炭水化物を制限する食事法を奨めている。本書は英語で書かれ、スウェーデン本国でベストセラーとなり、8つの言語に翻訳された。
2012年、ジョン・ユドキンの主張を支持するカリフォルニア大学の神経内分泌学者、ロバート・ラスティグは「砂糖はカロリーがあるだけで栄養価は皆無であり、肥満をもたらすだけでなく、タバコやアルコールと同じように中毒性が強く、含有する成分の果糖が内分泌系に悪影響を与え、心臓病や心臓発作、2型糖尿病を発症するリスクを高める」として、「砂糖の含有量が多いものには課税すべきである」との主張を科学雑誌ネイチャーに発表した。ラスティングのこの主張に対して、砂糖を使う商品を作る企業や業界団体が一斉に反論する事態となった。
カリフォルニア大学が製作・公開したラスティグによる講演『Sugar: The Bitter Truth』の中で、「砂糖は毒物であり、ヒトを肥満にさせ、病気にさせる」「砂糖の含有量が多いものには課税すべきだ」と断じており、著書『Fat Chance』の中でもそのように主張している。
2012年、イングランドの医師ジョン・ブリッファ(John Briffa)は、著書『Escape the Diet Trap』の中で、
「高糖質・低脂肪な食事に体重を減らす効果は無い」
「カロリー制限食は、体重を減らせないだけでなく、深刻な病気を患いやすくなる」
「体脂肪の蓄積を強力に推進する主要因子となるのはインスリンである」
「インスリン抵抗性は、肥満および2型糖尿病と密接に関係している」
「インスリン抵抗性は、血糖値の乱高下、トライグリセライド（Triglyceride, 中性脂肪値）の上昇で惹き起こされ、体内で発生する炎症作用の原因となり、これらはインスリンの大量分泌を促す食べ物の摂取で惹き起こされる。そのインスリンの大量分泌を惹き起こす食べ物は炭水化物である」
「食事に含まれる脂肪分の摂取と体重の増加には因果関係は無く、『脂肪の摂取を減らせば体重を減らせる』ことを示す証拠は無い」
「84時間に亘って生理食塩水のみの点滴を受け続け、絶食状態にあった被験者と、脂肪分だけを1日2000kcal分供給された被験者の血中の状態は、まったく同じであった」
「炭水化物の摂取を減らし、脂肪の摂取を増やすほど体重も体脂肪も減っていく」
「食べ物に含まれる脂肪分は、インスリンの分泌を全く促さない以上、太る原因にはなり得ない」
「動物性脂肪の摂取と、肥満および心臓病には何の因果関係も無い」
「マーガリンのようなトランス脂肪酸は避けること」
「穀物の栄養価は極めて低い。穀物を動物に食べさせると、本来ならあり得ない速度で脂肪が蓄積していく。このことから、穀物は『食料』ではなく、『飼料』と呼ぶべきである」
「『タンパク質の摂取は腎臓に負担をかける』とする説には何の根拠も無い。体重1kgにつき、2.8gのタンパク質を摂取しても、腎機能に悪影響が出ることを示す証拠は見付からなかった」
「タンパク質は骨の原料でもあり、タンパク質の摂取を増やすことで骨折のリスクは低下する」
「タンパク質の摂取もインスリンの分泌を促すが、同時にグルカゴンの分泌も誘発し、インスリンによる脂肪蓄積作用を緩和する」
「食欲を満足させるのに最も効果的な食事と呼べるものは、タンパク質と脂肪が豊富で炭水化物が極めて少ない食事である」
「有酸素運動に体重を減らす効果は無い」
と述べている。
2016年の記事において、ジェイスン・ファンは「血中のインスリン濃度が低い状態を維持することにより、インスリン抵抗性と肥満を治療し、安定して体重を減らす」手段について、「間欠的に行う断食」(Intermittent fasting)を推奨している。
2020年、カリフォルニア大学の心臓病専門医、イーサン・ワイス(Ethan Weiss)は、断食と体重減少についての研究結果を発表した。「朝食を抜き、正午から午後8時までの8時間で全ての食事を取り、そこから16時間絶食する」という断食を3か月間続けた結果、断食群に割り当てられた被験者たちの体重減少の数値に有意差は無かった。平均減量数値は、断食群では2ポンド、比較対象群では1.5ポンドの減少であった。さらに、胴囲、体脂肪、除脂肪体重の測定値についても、有益な変化は見られず、血糖値、インスリン感受性、中性脂肪、血圧についても有益な変化は見られなかった。絶食群の被験者たちの体重自体は減ったが、そのうちの65%は除脂肪体重（筋肉と臓器）によるものであった。イーサン・ワイスは「毎日朝食を抜いたことで、タンパク質の摂取量が減り、断食群の被験者がかなりの量の筋肉を失ってしまった可能性がある」と述べた。イーサン・ワイス自身、時間制限式の断食の効果を強く信じていたが、この研究結果を受けて、朝食を再び摂るようになったという。
イーサン・ワイスが主導したこの断食研究の結果は、アメリカ医師会雑誌に掲載された。
2021年3月、オーストラリアの大学からの報告で、「間欠断食では体重や内臓脂肪を減らせない」とする研究結果が報告された。「断食中の脂肪組織は、脂肪酸を放出することにより、身体にエネルギーを供給する。しかし、間欠的な断食を繰り返していると、内臓脂肪は脂肪酸の放出に抵抗を示すようになる」「絶食を繰り返していると、内臓脂肪と皮下脂肪がエネルギーを脂肪にして蓄える能力を高める兆候を見せ、失われた分の脂肪が、次に断食を開始するまでに急速に補充されてしまう可能性が高いことが分かった」という。この研究を主導したマーク・ラランス(Mark Larance)によれば、「絶食期間の繰り返しが、内臓脂肪の保存信号伝達経路を誘発した可能性がある」という。ラランスは、「これは、繰り返される絶食期間に対して内臓脂肪が適応し、エネルギーの貯蔵の保存を意味するものです」「この種の適応が、内臓脂肪が体重減少に抵抗しようとする理由となるかもしれません」と述べた。

## ファド・ダイエットのリスト
- en:The 4-Hour Body[85]
- 5：2ダイエット（英語版）[86]
- アルカリ性ダイエット（英語版）[87]
- ベビーフードダイエット[88]
- 血液型ダイエット[14]
- キャベツスープ・ダイエット[86][89]
- コットンボール・ダイエット[90][91]
- デトックス[92]
- デュカン・ダイエット[92]
- 果実食主義[93]
- グルテンフリー・ダイエット：グルテンフリーはセリアック病やグルテン過敏症を持つ人々には重要だが、これもまたファドダイエットである。[94][95][96]
- グレープフルーツ・ダイエット（英語版）[89][97]
- イスラエル・アーミー・ダイエット（英語版）[98]
- ジュース・ファスト[99]
- KEダイエット（英語版）
- マクロビオティック[14]
- レモネードダイエット[100][101]
- 朝バナナダイエット[102]
- パレオダイエット[103][104]
- en:Pritikin Diet[16]
- スカースデイル・メディカル・ダイエット（英語版）[15][105][106][107][108]
- サウス・ビーチ・ダイエット（英語版）[97][109][110]
- 低炭水化物ダイエット [89][111]
  - アトキンスダイエット[14][97][112][113]
  - シュガー・バスターズ（英語版）[14][113]
  - ゾーン・ダイエット[14][97]
- ホール30ダイエット（英語版）[114]
- 高炭水化物/低脂肪ダイエット
  - オーニッシュダイエット（英語版）[14]
  - The Good Carbohydrate Revolution[14]
  - en:The Pritikin Principle[14][89]
- 食品の組み合わせ
  - 『フィット・フォー・ライフ』[14]
  - Suzanne Somers' Somersizing[14]
- 液体ダイエット
  - ケンブリッジ・ダイエット（英語版）[14]
  - スリムファースト・ダイエット（英語版）[14]
- ダイエット剤、サプリメント、ハーブ療法
  - デキサトリム・ナチュラル（英語版）[14]
  - ヒト絨毛性ゴナドトロピン[92]
  - ハイドロキシカット・ダイエット（英語版）[14]
  - メタボライフ356（英語版）[14]